# オリオンとスパンコール
「オリオンとスパンコール」は、豊崎愛生の7枚目のシングル。2012年12月19日にミュージックレインから発売された。

## 概要
前作「シロツメクサ」から約7ヶ月ぶりのリリースとなる2012年2作目のシングル。販売形態は初回限定盤と通常盤の2種リリースで、前者には表題曲のPVとTVスポットを収めたDVDが同梱されている。
曲調がオールドロック風であったり、PVが昔の映画の雰囲気を出すために8ミリビデオを使用するなど、前作以上にレトロをテーマとしている。なおレコーディングではお化けを象ったケーキをスタッフ一同で食べて楽しんだという。PVは、室内で星柄の衣装を纏った豊崎の周囲に星形の豆電球が配置されている「オリオン」と、屋外でボーイッシュな格好をした「スパンコール」の2つのシーンで構成されている。

## 収録曲
（全作詞：古屋真）
CD
1. オリオンとスパンコール [4:11]
作曲：大沢圭一、編曲：関淳二郎・大沢圭一
豊崎曰く「鼻歌で歌えるような」曲で、タイトルの「オリオン」は、自身がオリオン座を見つけるのが得意だったことからつけられた[1]。内容に関しては、当初から自分の好きなものを入れることを決めており、スタッフが2曲に絞ったが、最終的に自分の声が入ったらどうなるだろうという好奇心から「オリオンとスパンコール」が選ばれた。なお今作では楽器録りにも立ち会っている[3]。
2. ただいま、おかえり [5:06]
作曲：藤谷一郎、編曲：渡辺剛
正統派の優しい感じのミディアムバラード。『豊崎愛生のおかえりらじお』とタイトルが似ているため、おかえりらじおのスタッフに当曲を知らせると大喜びしていたという[1][4]。その後、同ラジオ第139回よりEDテーマに採用されている。
3. オリオンとスパンコール（Instrumental）

DVD（初回限定盤のみ）
1. オリオンとスパンコール Music Clip
2. オリオンとスパンコール TV spot（15sec+30sec）